# Matteo Prandone
Matteo Prandone (Piacenza, ... – Asti, 13 novembre 1526) è stato un condottiero italiano, capitano nell'esercito astigiano, che perse la vita durante l'assedio della città ad opera di Fabrizio Maramaldo nel 1526.

## Biografia
Matteo Prandone era un nobile piacentino, diventato civis astensis (cittadino astense) in seguito ai servigi che aveva prestato alla città. Egli aveva la propria abitazione nel Borgo di San Rocco.

Durante l'assedio della città di Asti del 1526, insieme ai capitani Paolo Bolla, Ambrogio Schelino, Antonio Sarrone , ne coordinò la difesa.

Dopo otto giorni di cannoneggiamenti sulla città da parte delle truppe spagnole del mercenario Fabrizio Maramaldo, gli astigiani, animati dal Prandone, respinsero gli assedianti che tentarono di invadere la città attraverso una breccia nella zona sud delle mura orientali (quella in corrispondenza del Borgo Santa Maria Nuova).

Durante gli scontri morì il primogenito del capitano astigiano, che però non si perse d'animo, ma alla testa dell'esercitò comandò la controffensiva che mise in rotta le truppe spagnole.

Proprio mentre dava gli ultimi ordini per la vittoria finale, il Prandone morì colpito da una cannonata mentre si trovava sulle mura della città.

## Le onorificenze
Il comune di Asti, in premio del generoso sacrificio fatto dal Prandone per la sua città adottiva, concesse il 18 febbraio 1541, all'unico figlio superstite ed alla sua discendenza l'esenzione da ogni tassa

Questo privilegio venne mantenuto negli anni anche quando Asti passò sotto l'egida dei Savoia: sia Emanuele Filiberto di Savoia che Carlo Emanuele I di Savoia, riconfermarono il diritto alla famiglia.

Solamente con l'estinzione dei discendenti maschi della famiglia Prandone il privilegio cessò di esistere, e nulla valsero le rimostranze fatte dall'ultima discendente della famiglia, Lucrezia.

A Matteo Prandone il comune di Asti ha intitolato una via nel Borgo Santa Maria Nuova.